# Buquê de noiva

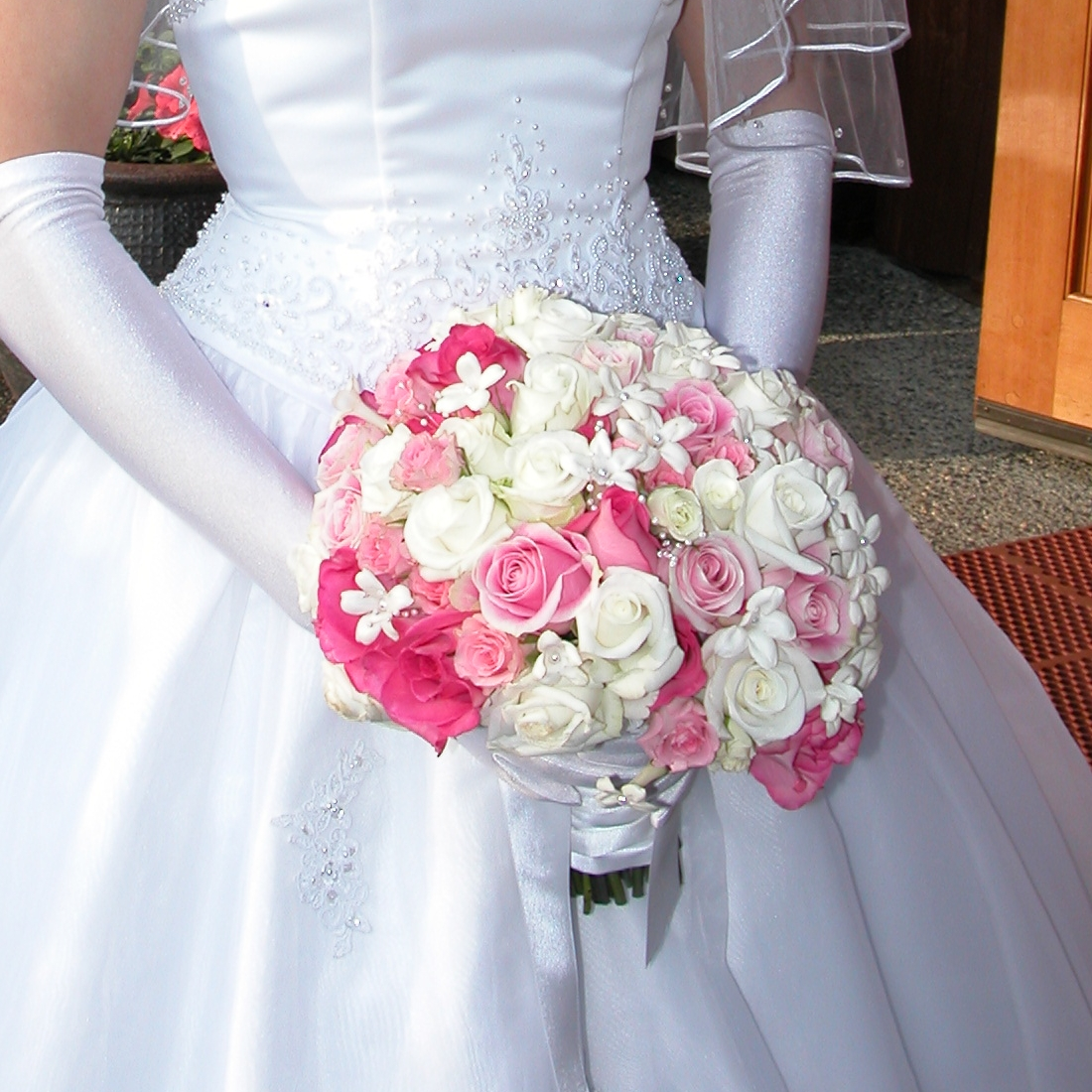
Um buquê de noiva.

Ramo de noivas ou Buquê de flores é um arranjo de flores usado pela noiva para seguir uma tradição em casamentos. Ele é preparado por flores de diversos tipos dependendo da intenção da noiva em seu casamento. Bouquet é uma palavra de origem francesa.

## História
O costume da noiva levar um buquê começou na Grécia Antiga, que naquela época eram constituídos por ramos de ervas e alho para atrair bons fluidos e afastar o mau-olhado.
No período da Idade Média, as noivas faziam o trajeto a pé para a igreja, no qual recebiam flores, ervas e temperos para lhe trazerem sorte e felicidade, formando assim, no final do trajeto, um buquê. Foi na Europa que os arranjos tornaram-se mais sofisticados, com flores exóticas.
Na época Vitoriana, século XIX, era impróprio declarar abertamente seus sentimentos, criou-se então a “Linguagem das Flores” para demonstrar suas intenções sem falar uma palavra sequer. Os buquês passaram a ser escolhidos pelo significado das flores. Na antiga Polônia, acreditava-se que, colocando açúcar no buquê da noiva, seu temperamento se manteria "doce" ao longo do casamento.
Antigamente, as noivas confeccionavam dois arranjos. Um era abençoado por um sacerdote e preservado numa redoma de vidro que era exposto na sala de casa ou no quarto. O outro era arremessado para as mulheres solteiras da festa, sendo dessa maneira a próxima a se casar, ritual que é realizado até hoje nas cerimônias.
Com o tempo os Ramos de noivas foram substituídos de ervas por flores e ao final da cerimônia a noiva joga o Buquê. A sabedoria popular possui diversas crenças para quem pegar o buquê onde dizem que será a próxima a casar ou que terá uma vida prospera.

## Estilo

### Tipos de buquês

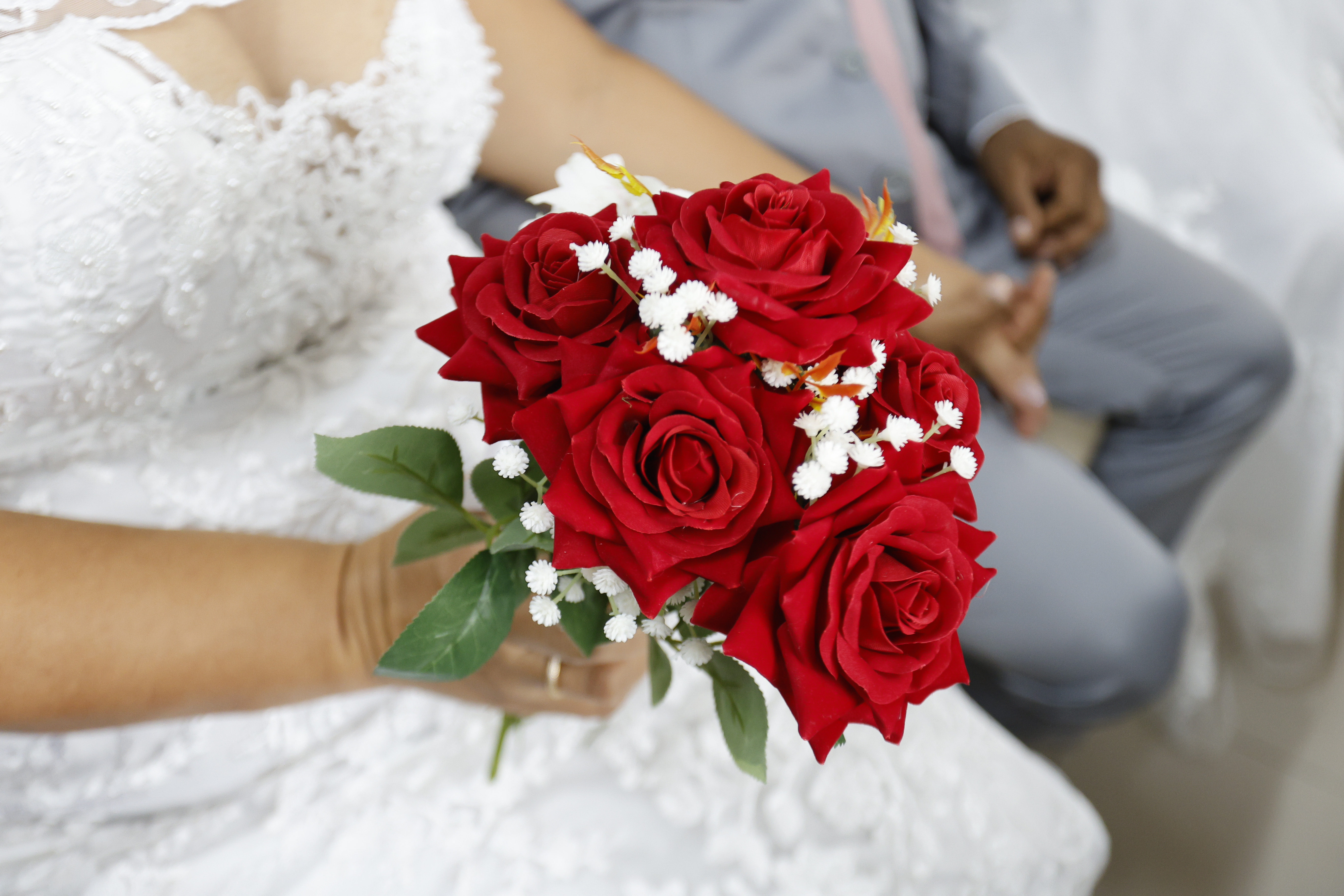
Buquê de rosas vermelhas

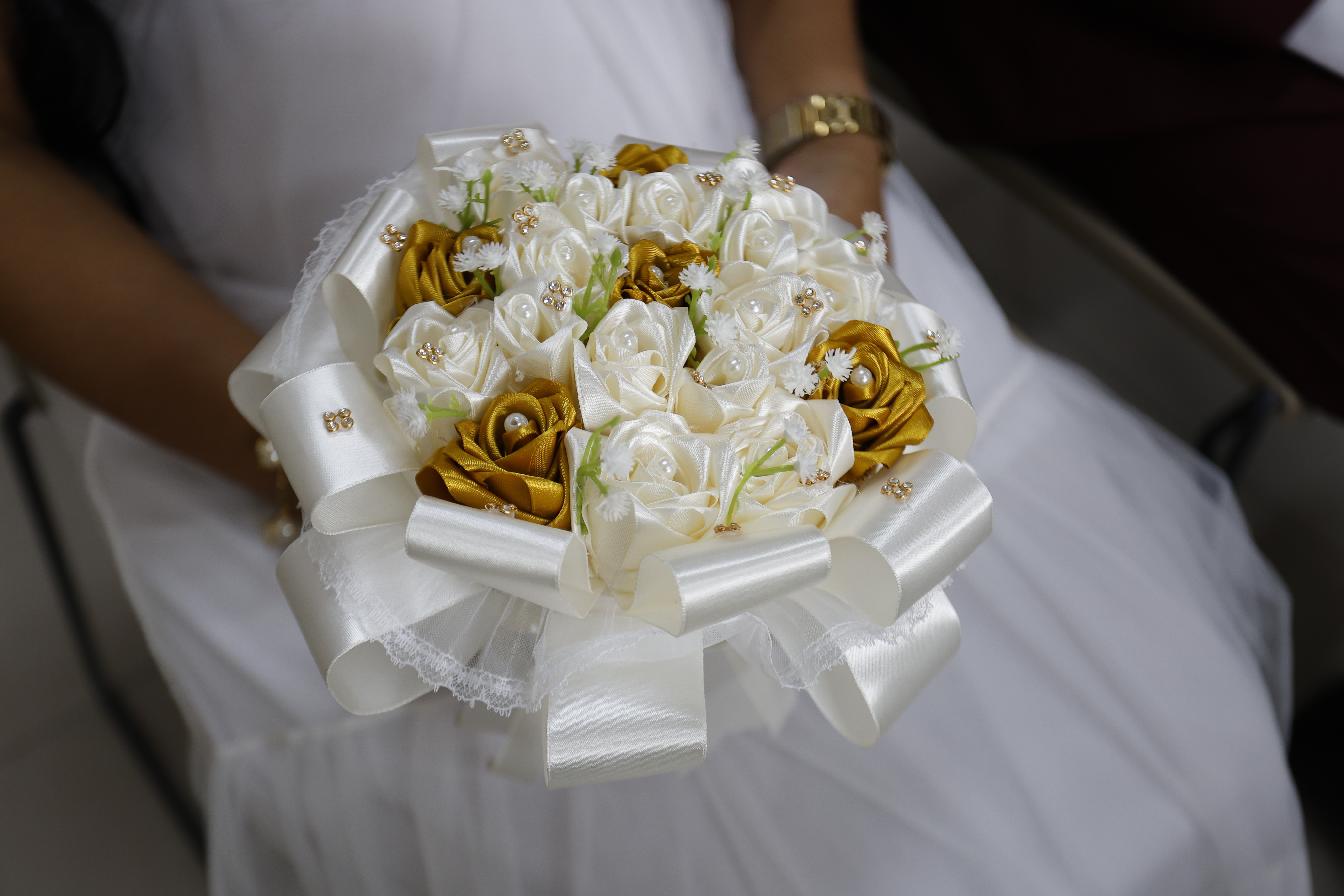
Buquê de flores artificiais

Os tipos de buquê mais utilizados pelas noivas são:
- Redondo

Feitos com flores arranjadas em formato redondo éo mais indicado para as noivas com menor estatura. Combina com decotes arredondados e mangas curtas. Evitado o uso com vestidos com franzidos na cintura ou cauda.
- Cascata

Um modelo mais sofisticado, para casamentos à noite. Também conhecido como "cacho de uva" porque a parte de cima é mais cheia de flores e a caída é feita com arranjos imitando uma cascata. O tamanho fica em torno de 45 cm, e por isso não é recomendado para noivas mais baixas e sim para as de maior estatura. Combina com modelos de vestidos mais pomposos, vestidos fechados, mangas longas, decotes princesa, quadrado e em “v”.
- Braçada

Muito estiloso e pode ser usado por mulheres altas e em uma versão de tamanho menor pelas damas de honra, enquanto a noiva pode optar pelo redondo ou cascata. Bastante usado nos casamentos mais informais, deve ser carregado nos braços. Também fica ótimo com um modelo justos, com longas luvas e sem mangas. Também combina com um vestido matinal.
Atualmente as noivas estão optando por um arranjo de apenas uma flor, próprio em casamentos no campo ou na praia, tornando portanto um visual mais "clean" na cerimônia. Deve ser usado com vestidos mais simples, sem alças e de tecidos leves. A flor única deve possuir o cabo longo e como opição com um laço dando um ar de sofisticação.
O buquê nem sempre precisa combinar com os arranjos da festa e sim com o estilo da noiva.
Em casamentos realizados pela manhã ou à tarde, eles devem ser pequenos ou médios, de preferência feitos com flores do campo. À noite já pode ser maior, mais chamativo e feito com flores nobres.
A noiva tem a opção de flores naturais ou artificiais. Sendo que as flores naturais obtem um efeito de leveza.
Cada buquê é confeccionado de acordo com o estilo e personalidade da noiva como:
- Romântico: Buquês estilo redondo ou braçada, nas cores vermelha, rosa, pink. Pode-se sugerir os tons sobre tons e acabamentos com laços e fitas.
- Exóticos: Flores exóticas com mistura de cores, padrões e texturas.
- Delicado: Formato redondo, cores suaves, tamanho proporcional. Acabamento sutil com pequenas flores e cetim.
- Clássico: Buquês formais, redondos ou em cascata. As rosas, tulipas e orquídeas são as mais indicadas.
- Moderno: Flores e combinações mais inusitadas. Cores mais fortes e contrastantes. Formato redondo “desestruturado” com folhagens e elementos diversos.[5]

### Maldição do Buquê de Noiva
Em um Casamento quando a noiva se prepara para jogar o seu buquê, todas as solteiras ficam ansiosas para pegar. Caso uma moça pegue e não case 6 meses depois, ela nunca mais irá casar.

### Flores e seus significados
Assim como os formatos a escolha da flor é muito importante, para o que ela pretende passar para os convidados, no qual representa muito da personalidade da noiva. Como por exemplo:
- Cactus: perseverança
- Copo de leite: reconciliação
- Tulipa: declaração de amor
- Coroa imperial: majestade, poder
- Margarida: inocência, virgindade
- Camélia: beleza perfeita
- Cravo amarelo: desprezo
- Lírio: pureza
- Miosótis: fidelidade
- Flores do campo: juventude
- Celósia: fertilidade
- Cravos variados: rejeição
- Crisântemo: paixão
- Rosas: amor em suas várias formas
- Dália: crescimento
- Hortência: frieza, indiferença
- Dedaleira: falsidade
- Gerânio escuro: tristeza
- Dente-de-leão: oráculo
- Gérbera: vida, energia